# Varinfroy
Varinfroy är en kommun i departementet Oise i regionen Hauts-de-France i norra Frankrike. Kommunen ligger i kantonen Betz som tillhör arrondissementet Senlis. År 2022 hade Varinfroy 268 invånare.

## Befolkningsutveckling
Antalet invånare i kommunen Varinfroy
| Referens: INSEE |